# Roberto Luciani
Roberto Luciani (Roma, 2 settembre 1951) è un architetto, archeologo, giornalista e critico d'arte italiano. Direttore dall’anno accademico 2021-2022 dell’Istituto Restauro Roma. Nell’interpretazione dell’arte e del restauro sostiene un processo critico e contestualmente creativo atto a stabilire metodi estetici e tecnici volti alla conservazione secondo i principi della cosiddetta Scuola romana del restauro.

## Biografia
Laureato in Architettura e in Lettere, indirizzo archeologia medievale, alla Sapienza Università di Roma, dove consegue nel 1982 la specializzazione in Restauro dei monumenti, perfezionandosi in Conservazione architettonica presso l’International Centre for the Study of Preservation and the Restoration of Cultural Property (ICCROM).
Dapprima allievo e poi assistente di Giuseppe Zander e Guglielmo de Angelis d’Ossat ne acquisisce il metodo valutativo utile alla conservazione. Con la presentazione di quest’ultimo nel 1988 pubblica uno dei primi manuali della disciplina presentato all’Accademia di San Luca.

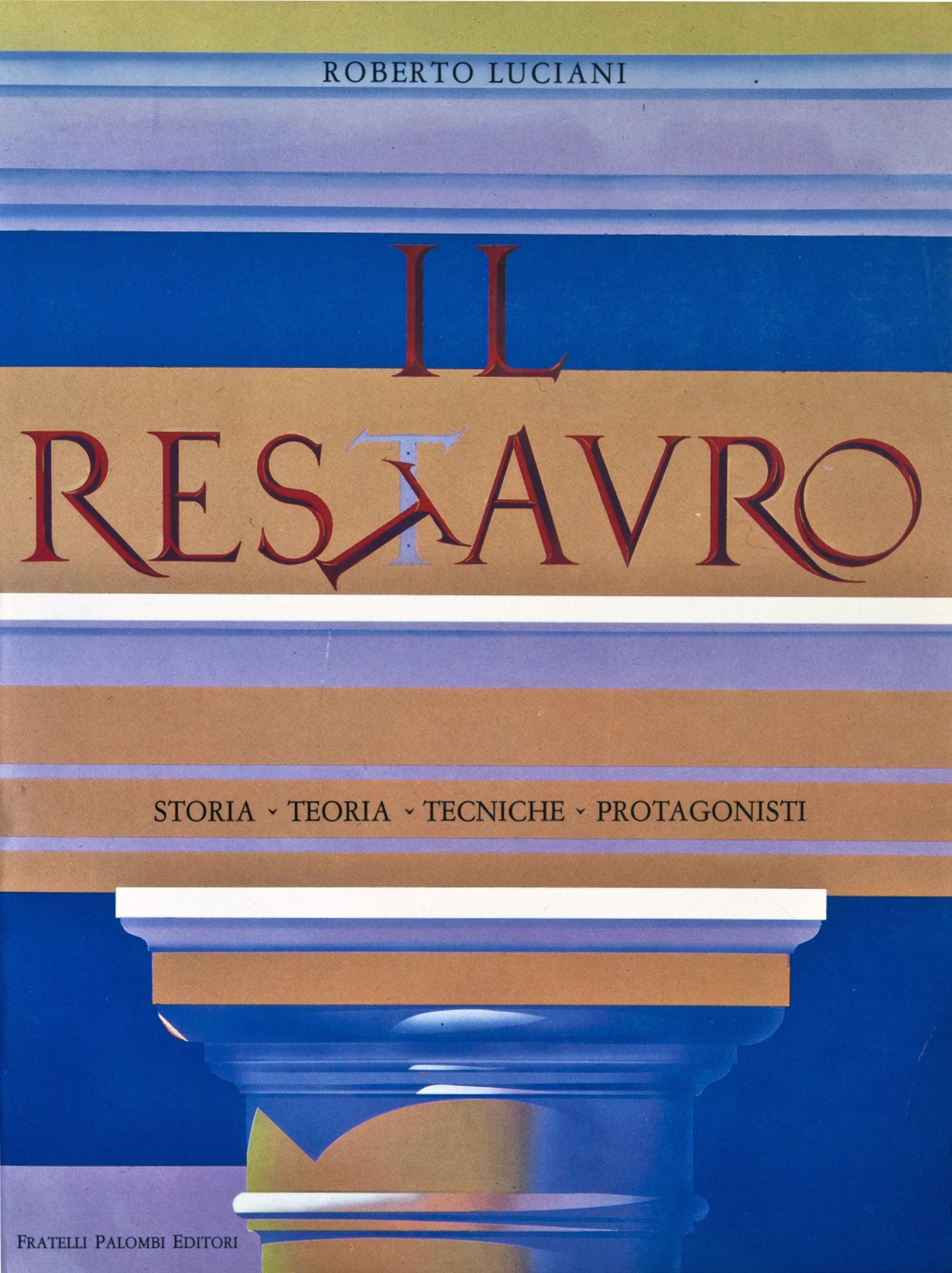

Nel 1981 entra nei ruoli del Ministero per i beni e le attività culturali, dopo un primo periodo trascorso nella Soprintendenza ai Monumenti di Bologna, con la successiva qualifica di Architetto Direttore sarà impegnato come responsabile di alcuni uffici tecnici di Soprintendenze effettuando restauri monumentali e storico artistici, soprattutto a Roma e in Sardegna.
Nella Capitale interviene su vari settori del Complesso monumentale di San Michele a Ripa Grande e di Castel Sant'Angelo, mentre in Sardegna progetta (in coll) il restauro dell’ex Collegio gesuitico del Canopoleno di Sassari trasformato grazie ai proventi del gioco del lotto in Pinacoteca e di molte fabbriche architettoniche e beni storico artistici.
Al fine di coordinare restauri e cantieri inseriti nel Piano del Grande Giubileo del 2000, nel 1998 viene nominato Componente dell’Ufficio per Roma Capitale e Grandi Eventi istituito presso la Presidenza del Consiglio dei Ministri.

### Orientamento critico

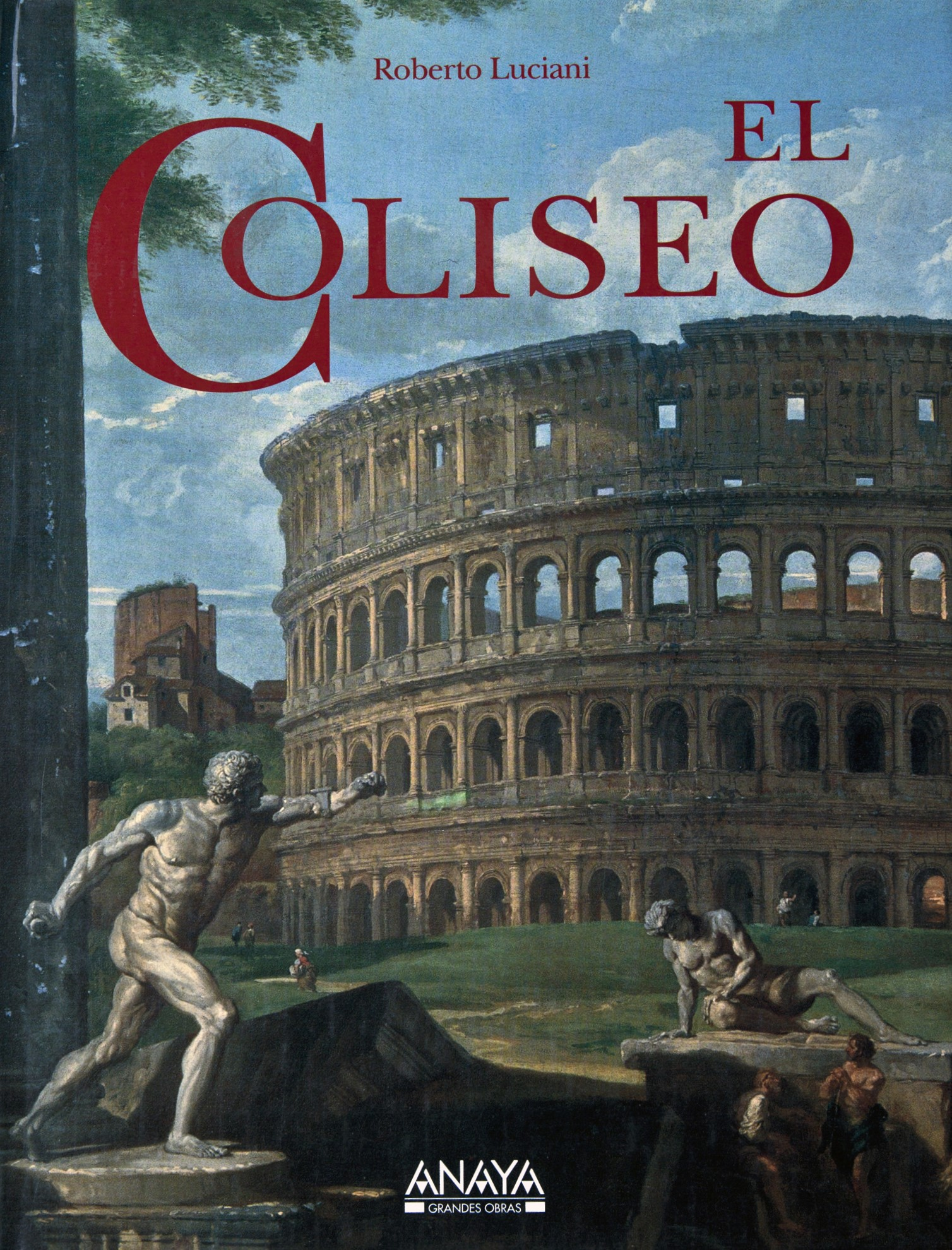

Negli articoli pubblicati in quotidiani, riviste e nelle monografie, l’orientamento critico viene attuato con una lettura e comprensione storica dell’artista o dell’opera d’arte finalizzata alla conoscenza di ambiti inediti. Tra gli esempi di questa visione abbiamo il libro dedicato all’architetto Pietro Lombardi e la cura per la Presidenza del Consiglio dei Ministri, Dipartimento per la formazione e l’editoria, del volume Palazzo Vidoni Caffarelli.
Anche nello studio di fabbrichearcheologiche e religiose note, come la Domus Aurea Neronis, il Colosseo
, le basiliche di San Giovanni in Laterano e Santa Maria Maggiore, indirizza la ricerca verso settori meno conosciuti.

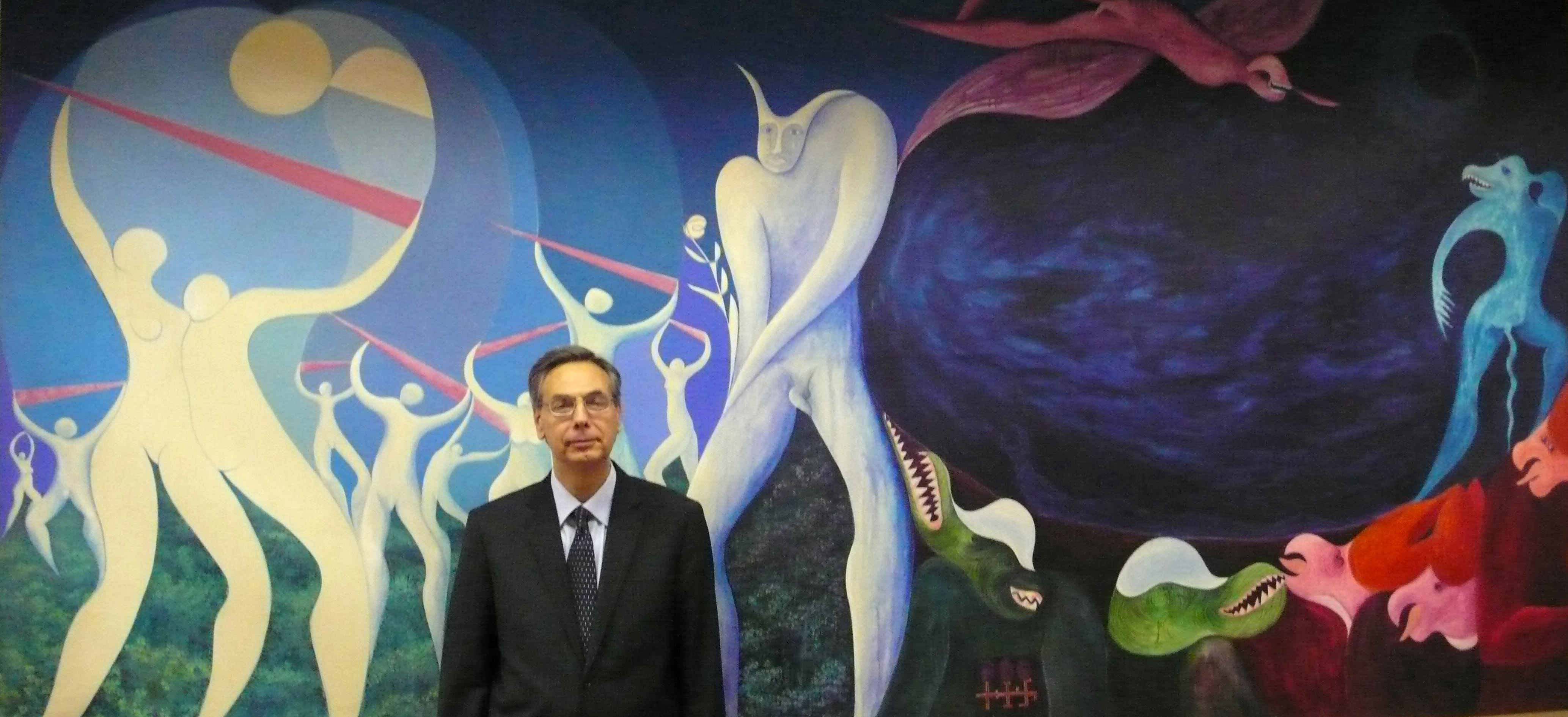

Nel 2008 inizia la collaborazione con il Ministero degli Affari Esteri con la pubblicazione (in coll.) del volume Il Palazzo della Farnesina e la nomina nell’anno successivo di Esperto (art. 16 Legge n. 401/90) presso la Direzione Generale per la promozione e la cooperazione culturale, nonché di Coordinatore della, Collezione Farnesina. 
In questa veste cura alcune mostre internazionali con relativi cataloghi, tra queste Il Restauro metodi e strumenti di una “eccellenza” italiana tra arte, scienza e tecnologia, e Il Palazzo della Farnesina e le sue collezioni.

### Direttore dell’Istituto Restauro Roma
Un architetto che si è trovato in colloquio continuo con i monumenti, percorrendoli con la mano del restauratore e lo sguardo dello studioso, indagandone la storia e le strutture, doveva necessariamente ampliare la sua “missione” trasferendo ai giovani concetti artistici ed esperienze di restauro acquisite. Questo lo ha portato inevitabilmente verso la direzione di Istituti universitari e le docenze. Nel ruolo di Direttore dell’Istituto Restauro Roma  (Corso di Laurea Magistrale a ciclo unico in Conservazione e Restauro dei Beni Culturali - LMR/02) si impegna per avvicinare gli allievi alla difficile attività le cui competenze e l’accesso alla professione sono recentemente state modificate .  
Nello stesso Istituto è contestualmente docente di Teoria e storia del restauro architettonico, mentre nell’Università e-Campus, è docente di Museologia e Museografia e Teoria e Storia del restauro architettonico nel Master biennale in Restauro dei beni culturali e architettonici ecclesiastici .
È stato Direttore di master e docente alla Pontificia Università Lateranense-Istituto Superiore di Scienze Religiose; docente alla Facoltà di Conservazione dei Beni Culturali di Ravenna.
Gli insegnamenti, rivestendo per Luciani un valore etico e didattico, si prefiggono di ricostruire la piena qualità artistica delle opere, al fine di realizzare nuovi interventi conservativi con fondamento teorico assunto nella concezione creativa.

### Restauri
Partendo dall’assunto che il restauratore di opere architettoniche o storiche artistiche non deve operare affidandosi al proprio gusto estetico ma ad un restauro critico capace di formulare regole certe volte alla ricerca di una unità metodologica e contestualmente ad un’etica del restauro e una deontologia professionale, Luciani, con i citati principi, in oltre 45 anni di professione, ha progettato e diretto oltre 200 importanti restauri architettonici, storico artistici, archeologici e giardini storici esemplandoli in un vero e proprio atto di filologia critica.
Già alla fine degli anni Settanta, interessato allo studio e alla conservazione dell’antico, è consulente della Soprintendenza Archeologica di Roma per effettuare rilievi, catalogazioni e studi che in parte confluiscono, nel biennio 1980-1981, sulla rivista dell’Istituto Nazionale di Archeologia e Storia dell’Arte  e restauri come agli Horti Farnesiani sul Palatino . Nello stesso periodo progetta in una delle due camere di regia sotterranee del Colosseo l’allestimento di un Museo permanente . Entrato nei ruoli della Soprintendenza ai Monumenti di Bologna collabora nel restauro e nello scavo del Palazzo Farnese di Piacenza e del ponte romano sotto la Torre medievale di Fidenza .
Sarà tuttavia a Roma e in Sardegna che progetterà e dirigerà i più significativi interventi di restauro. In Castel Sant’Angelo interviene su vari e vasti settori , in particolare nella Rampa Diametrale, Rampa Elicoidale, Cortine d’onore, Sfiatatoi, Camminamenti, Bastioni, Marciaronda, Ingresso Appartamento pontificio, ma anche su tele, armi, divise, stampe, medaglie, mobili.

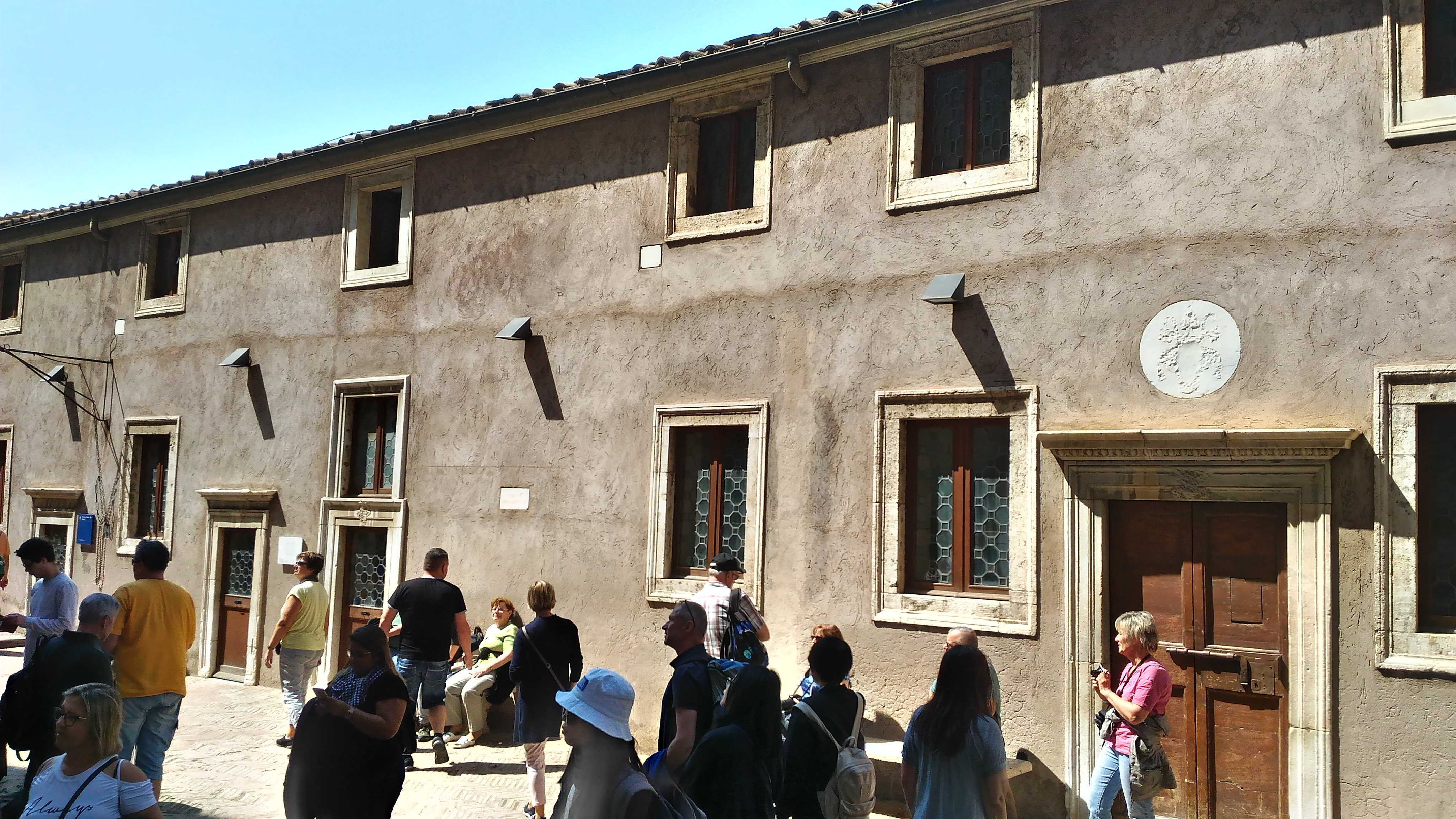

Nel restauro dell’Armeria Inferiore (fine Quattrocento-fine Cinquecento), posta nel Cortile di Alessandro VI Borgia, detto anche Cortile dell’Angelo o d’Onore, porta in luce, con scavi stratigrafici, strutture medievali e uno sfiatatoio romano della rampa elicoidale che copre con cristallo al fine di poter essere visibile dall’alto .
Sempre nella Capitale, restaura tra l’altro vari settori di uno degli edifici più vasti d’Italia (superficie di 26.720 metri quadrati), il Complesso monumentale di San Michele a Ripa Grande .

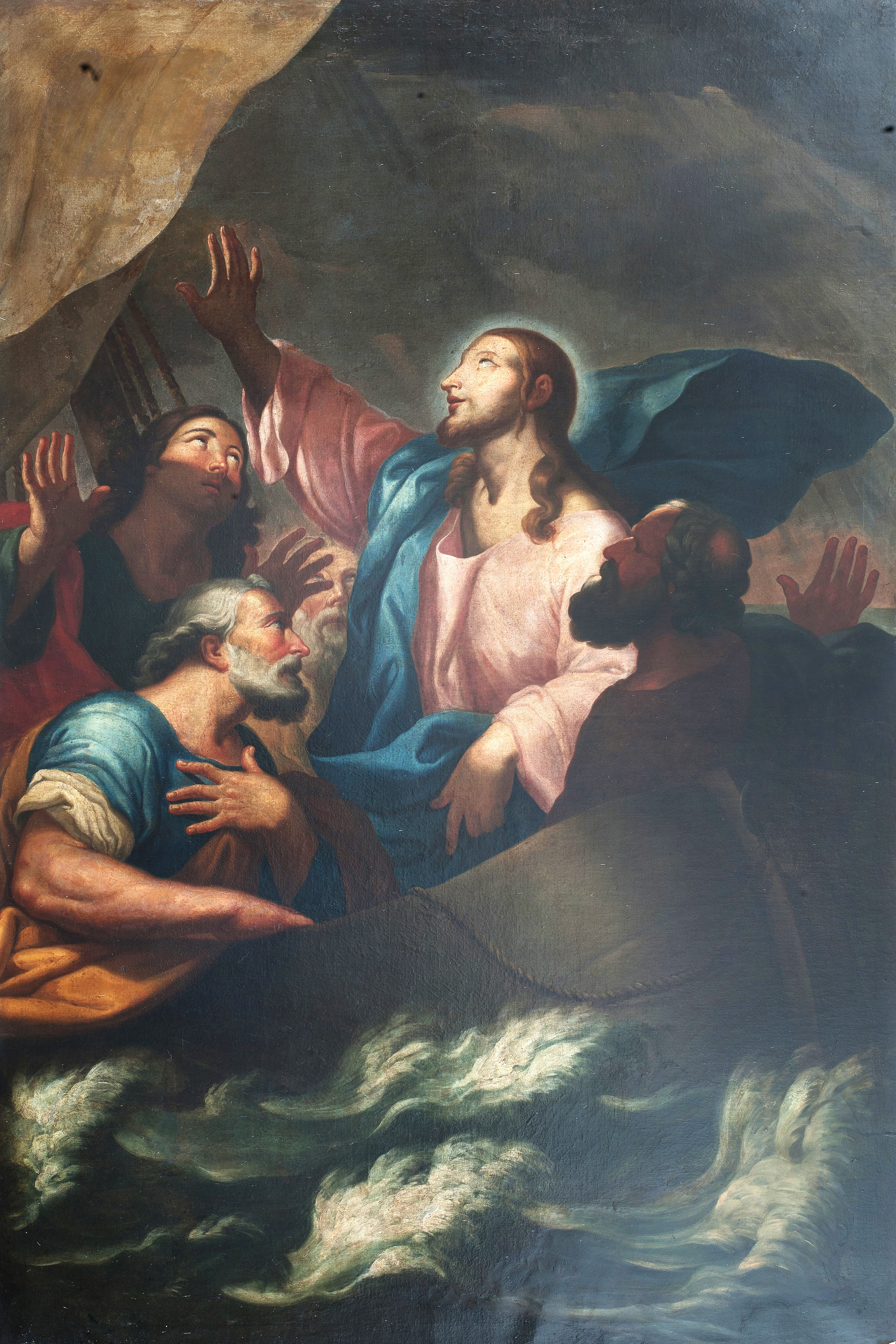

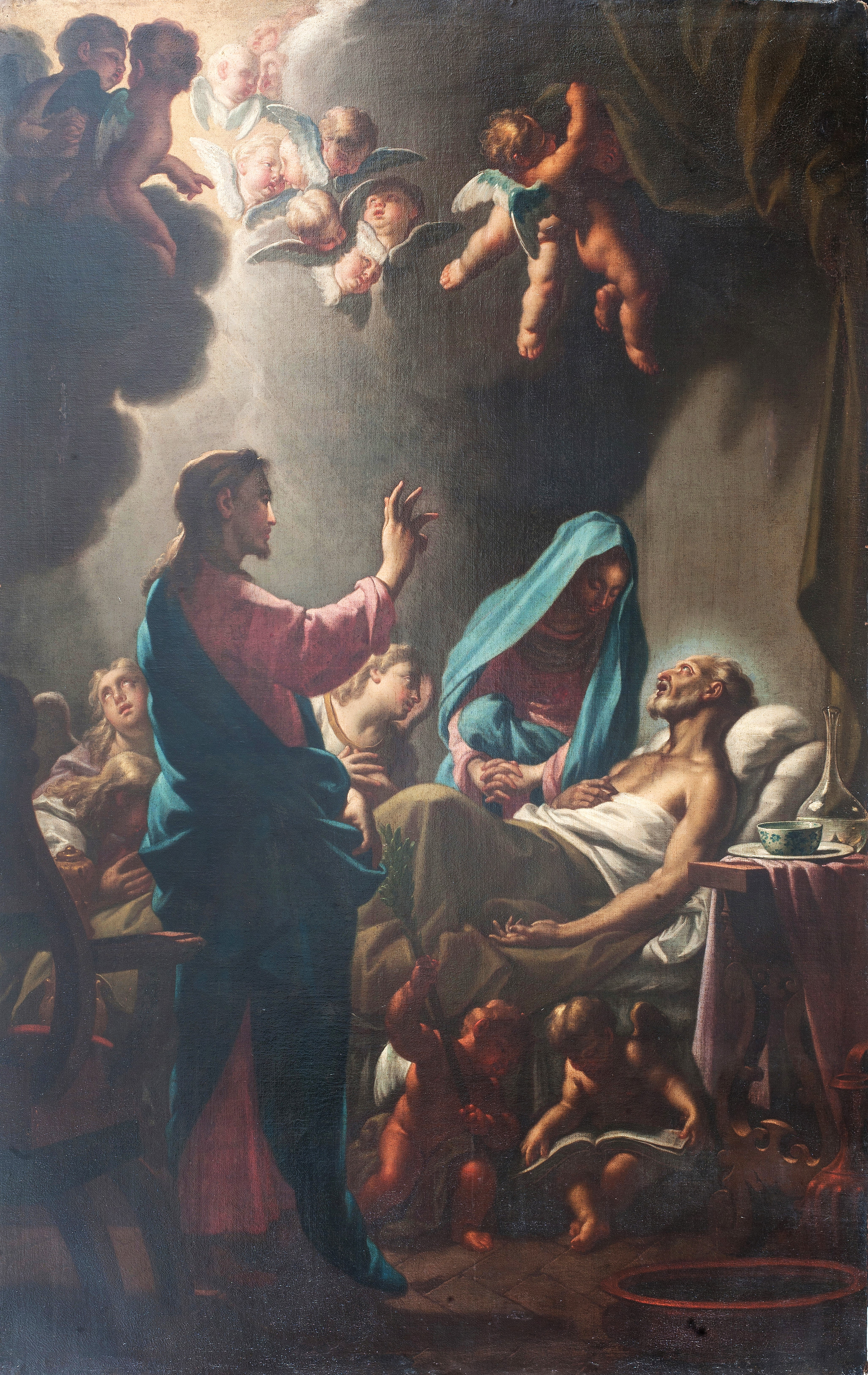

In particolare progetta il restauro della Chiesa Madonna del Buon Viaggio e di due grandi tele interne della metà del Settecento, Cristo in barca con Pietro e Andrea di Andrea Zucchetti e Il transito di San Giuseppe di Andrea Casali, effettuato nel 2004 presso i laboratori dell’Istituto Superiore Centrale del Restauro (ISCR) .
In Sardegna progetta e dirige lavori di restauro di oltre 50 fabbriche architettoniche, (chiese, conventi, palazzi, torri, castelli) e innumerevoli beni storico artistici. Raro studioso capace di coniugare la ricerca con la realizzazione di interventi conservativi, Luciani predilige l’anastilosi (recupero di conci calcarei squadrati rovinati a terra ricollocati nei siti originari).

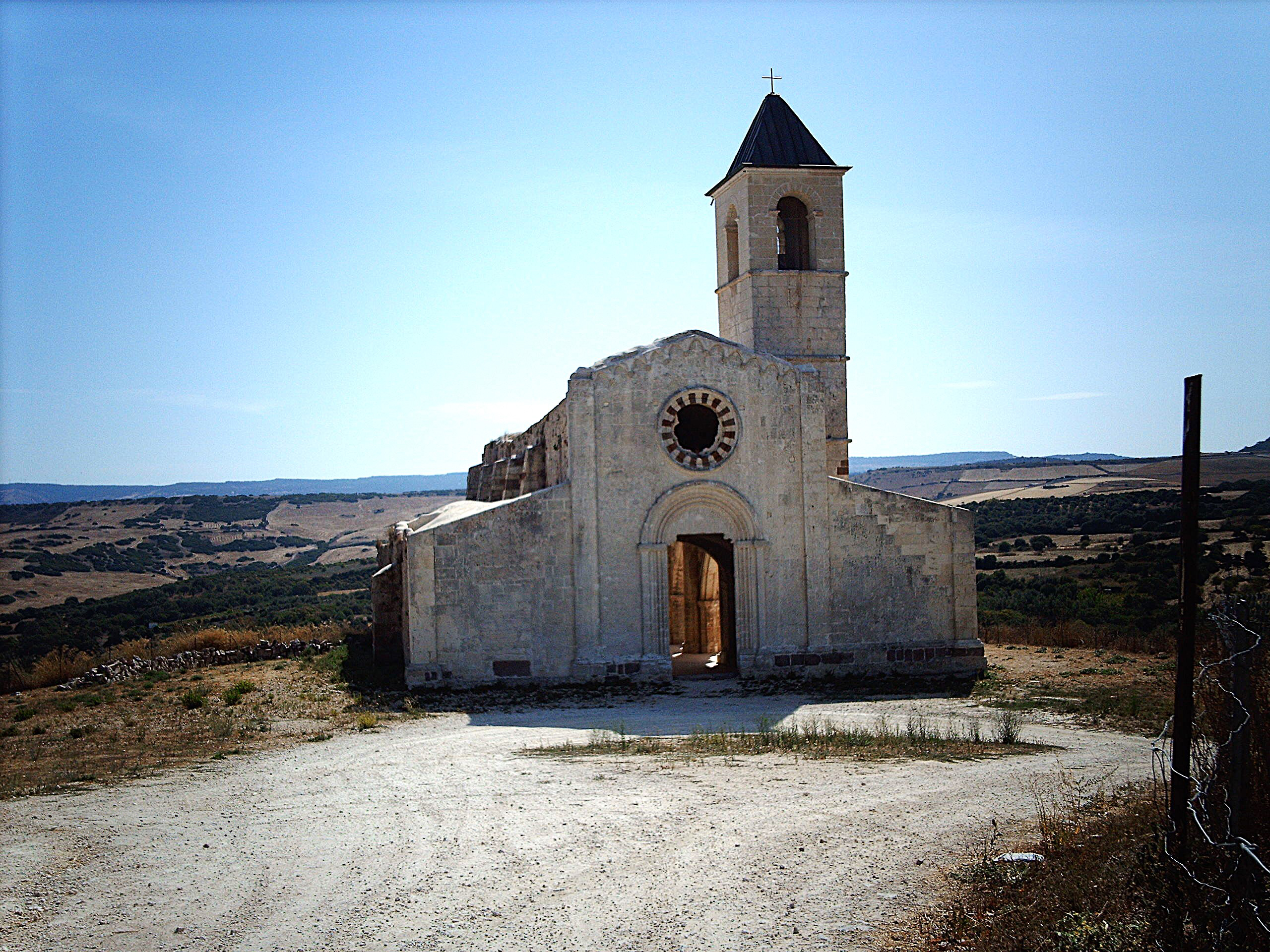

Utilizza questa metodologia, tra l’altro, nel Forte Carlo Felice detto Forte Camicia a La Maddalena (SS); nel delicato e lungo restauro (1988-1998) della chiesa trecentesca di San Pantaleo di Martis (SS), progettato inizialmente dall’arch. Marilena Dander, volto ad impedire la perdita totale dove oltre all’intervento in anastilosi sulla struttura muraria è stato indispensabile consolidare l’intera collina che stava scivolando ; nell’abside e nella facciata della chiesa edificata prima del 1122 di San Nicola di Silanis a Sedini (SS); nell’abbazia cistercense Nostra Signora di Paulis di Ittiri, già in rovina nel sec. XV, i cui restauri della chiesa hanno fornito maggiore leggibilità all’impianto romanico originario (ne erano in piedi l’abside a pianta quadrata, il transetto e parti del colonnato) e agli annessi ambienti monastici, ripristinando l’assetto che aveva assunto nel sec. XVII .
Nella facciata della chiesa di Sant’Antonio Abate di Sassari, l’architetto romano tratta il paramento lapideo cromaticamente, con la stessa sensibilità che rivolge al restauro di un quadro, attraverso la stesura a più mani di acqua chiara di calce e pigmenti colorati, mirante a ripristinare l’omogeneità cromatica dell’antica superficie; nel restauro della facciata dal gusto eclettico degli anni Trenta del Palazzo dell’Università di Sassari (e annessa Biblioteca Universitaria) è pioniere in Sardegna nel restauro di una struttura realizzata in cemento armato .
Pregevole la ricerca effettuata nei restauri di architetture fortificate come Torri costiere (Santa Maria Navarrese in Baunei, San Giovanni in Posada, Santa Lucia in Siniscola, aragonese del porto in Porto Torres); Forti (Camicia in Palau, Carlo Felice in La Maddalena); Castelli (Aymerich in Laconi, Monte Altura in Palau, Doria in Santa Maria Coghinas, uno degli esempi più interessanti dell’architettura militare della Sardegna) . Per rendere noti alcuni interventi, tra il 1992 e il 1994 cura a Sassari due Convegni: Progetto Restauro  e Restauro Architettura Centri Storici .

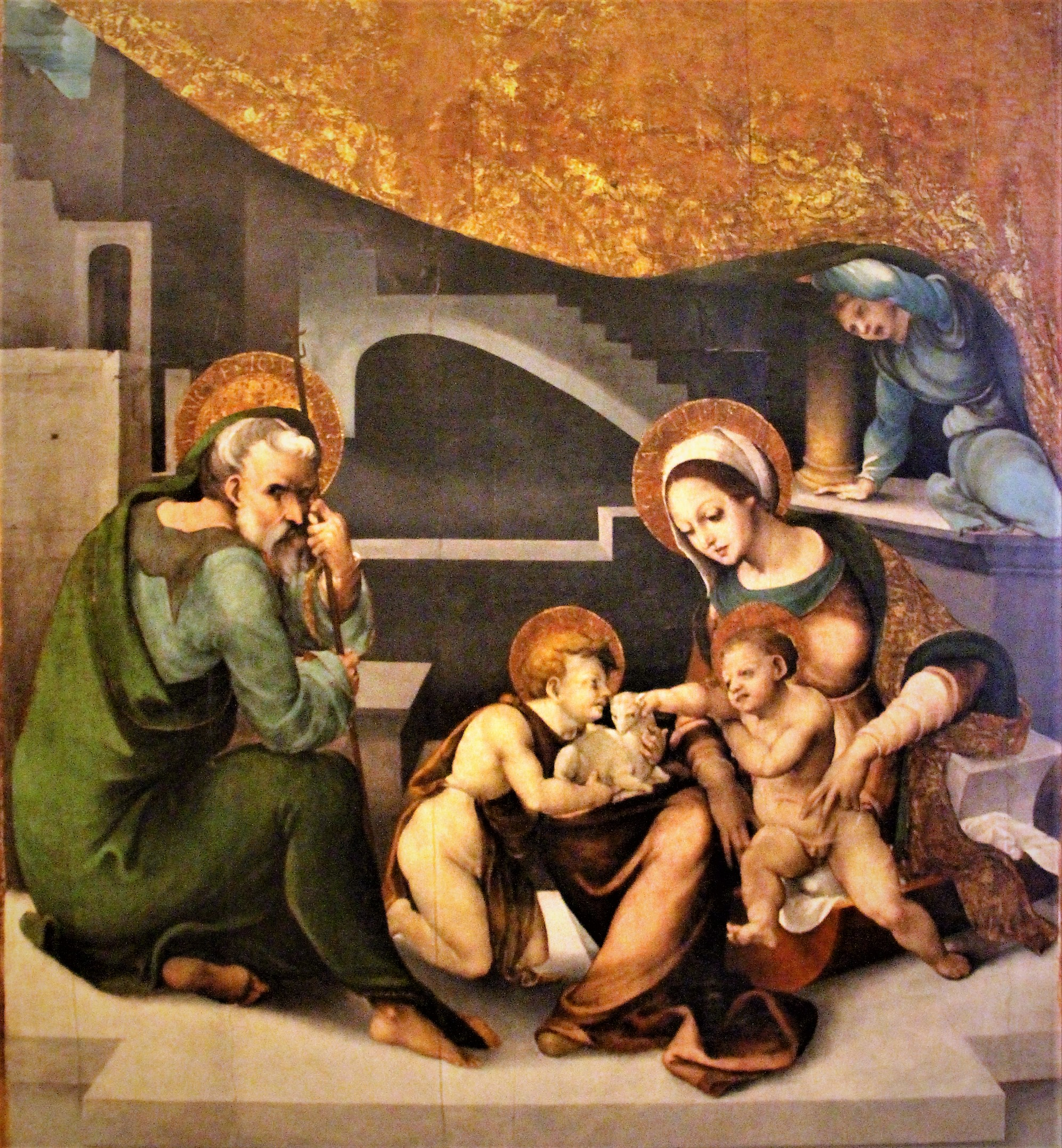

Tra gli innumerevoli progetti di restauro di Beni storico artistici citiamo: Maestro di Ozieri, Sacra Famiglia con San Giovannino, dipinto su tavola, cm. 170x160, sec. XVI, Collezione G. Spano in Ploaghe ; Giovanni Bilivelt, San Pietro e San Paolo, dipinto ad olio su tela, cm. 380 x 265, sec. XVII, chiesa di Santa Caterina in Sassari ; San Giacomo Maggiore, scultura lignea, h. cm. 190, sec. XV, chiesa di San Giacomo di Taniga in Sassari ; Restauro strutturale e conservativo di un altare ligneo policromo e dorato, sec. XVI, chiesa di Santa Croce in Aggius (SS) ; Restauro strutturale e conservativo di due altari lignei intagliati, policromi e dorati, sec. XVII, chiesa di Santa Croce, Florinas (SS) .
È inoltre intervenuto in numerose opere appartenenti a Ministeri e Enti pubblici. Per il Ministero delle Infrastrutture nel 2006 progetta e dirige i lavori di restauro dell’opera Allegoria della Pace, XVII secolo (restauratore Antonio Liberti).

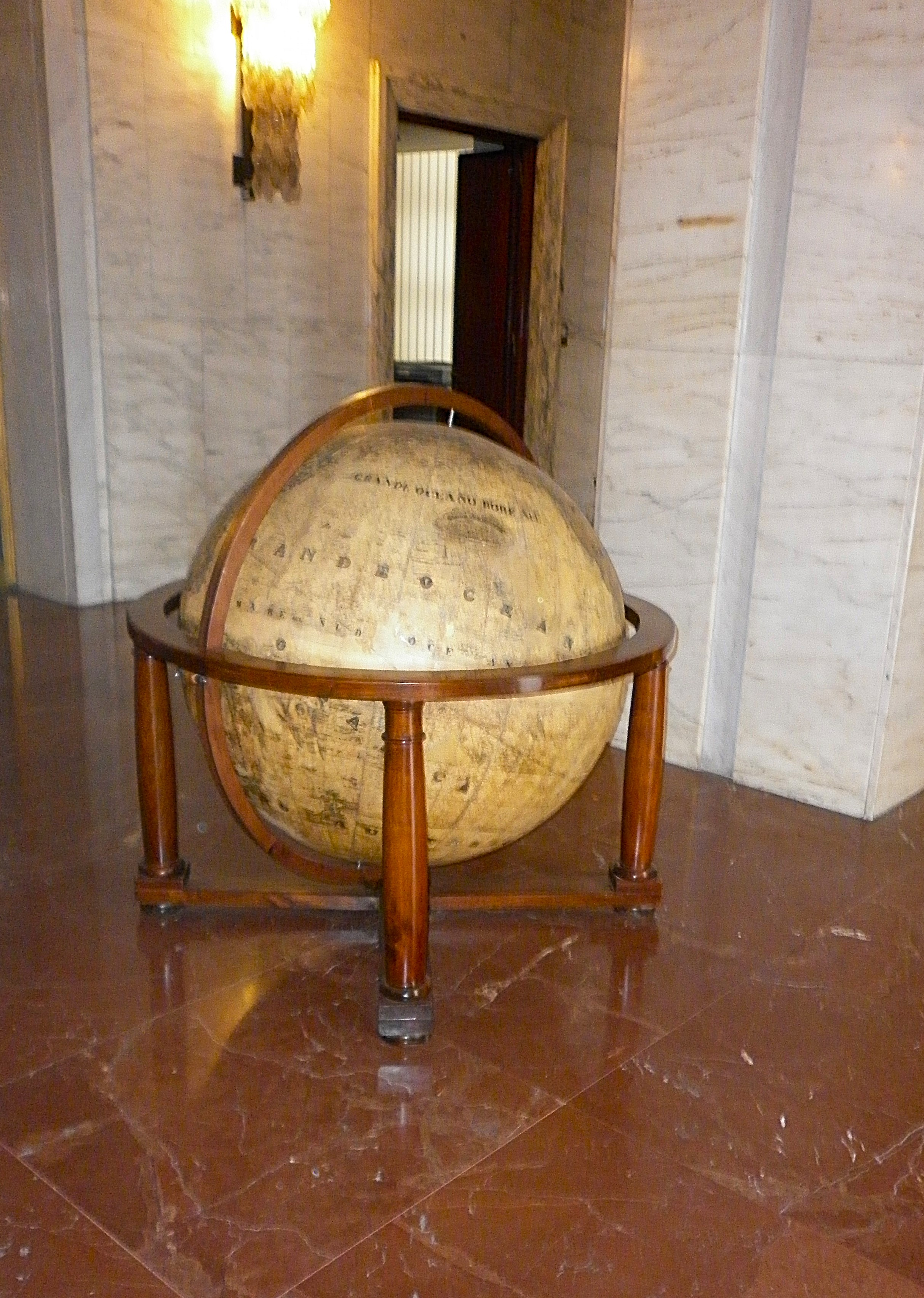

Per il Ministero degli Affari Esteri progetta e dirige il restauro del Mappamondo con fasi lunari su supporto rotante a sfera in carta, XVIII secolo, musealizzato nella Sala dei Mappamondi nel Palazzo della Farnesina (restauratrice Maria Teresa Castellano); e della Vittoria Alata in bronzo, h. cm 120, inizi XX secolo, esposta dopo l’intervento conservativo al Museo dell’Ara Pacis in occasione della mostra “Il Palazzo della Farnesina e le sue collezioni” nel 2011 . Per la Collezione Farnesina arte contemporanea progetta e dirige nel 2010 i restauri dell’opera di Michelangelo Pistoletto, Love Difference, smalto su lastra d’acciaio lucidata a specchio , e dell’opera di Afro, Le città d’America, carta intelata, cm. 191x249 (restauratori Magrelli e Carbonaro) .
Per la Sapienza Università di Roma, negli anni 2019-2020 è consulente tecnico-scientifico del Restauro filologico di liberazione del Vestibolo del Palazzo del Rettorato, opera dell’architetto Marcello Piacentini, nella Città Universitaria di Roma (progetto arch. Williams Troiano) . Per la stessa Sapienza Università di Roma nel 2023, è progettista, direttore scientifico e consulente artistico del restauro della Sala detta dei Pappagalli in Villa Mirafiori, Roma, sede del Dipartimento di Filosofia .
L’architetto ha inoltre Collaudato per il Ministero della Cultura (denominazione attuale) oltre 500 restauri di beni architettonici, storico artistici e archeologici. Tra questi, a Roma, Chiesa del Gesù, Palazzo Barberini, Palazzo Spada, Pantheon, Palazzo Poli, Chiesa di Santa Maria degli Angeli. Fuori Roma, Villa d’Este di Tivoli, SS. Pietro e Paolo di Pescasseroli, Castello di Civita Castellana, Palazzo Altieri di Oriolo Romano, oltre innumerevoli chiese ed edifici storici in particolare nel Lazio e in Sardegna.
Sia nei restauri architettonici che storico artistici, Luciani applicando i principi del restauro critico, ha sempre proposto progetti di restauro come “lettura” dell’opera d’arte, da conservare nella forma e stratificazione in cui è arrivata.

## Mostre
- Roberto Luciani e Claudio Strinati, Giubileo MMXXV, Il cammino della speranza sui volti dell’anima di Luigi Salvatori, Basilica di San Vitale (Roma), Roma, Youcanprint, 2025, ISBN 979-12-227947-9-2.[40]
- Roberto Luciani e Alberto Moioli, I luoghi dello Spirito, I volti dell’anima di Luigi Salvatori, Camera dei deputati, Roma, Editions of Italian Modern and Contemporary Art Archives, 2024, ISBN 978-88-947049-3-8.[41][42]

## Pubblicazioni
- Roberto Luciani, Giardino storia e conservazione, Soprintendenza Archeologica di Roma, Roma, Fratelli Palombi editori, 1984.
- Roberto Luciani, Roma sotterranea, Porta San Sebastiano, 15 ottobre 1984-14 gennaio 1985, Roma, Fratelli Palombi editori, 1984, ISBN 88-7621-556-5.[43]
- Roberto Luciani, Geno Pampaloni e Willy Pocino, Roma, Novara, Istituto Geografico De Agostini, edizione speciale fuori commercio per la Cassa di Risparmio di Roma, 1985.[44]
- Roberto Luciani e Carlo Margara, Le strade di Roma, Novara, Istituto Geografico De Agostini, 1986, ISBN 88-402-0280-3.[45]
- Roberto Luciani, Santa Maria in Trastevere, Roma, Fratelli Palombi editori, 1987, ISBN 88-7621-302-3.[46]
- Roberto Luciani e Paolo Portoghesi, Pietro Lombardi architetto, Roma, prima edizione, Officina edizioni, 1987.[47]
- Roberto Luciani, Il Restauro. Storia, Teoria, Tecniche, Protagonisti, Roma, Fratelli Palombi Editori, 1988, ISBN 88-7621-980-3.[48]
- Roberto Luciani, Il Colosseo, Architettura, storia, spettacoli, Roma, edizione in lingua italiana, De Agostini, 1990, ISBN 88-402-0778-3.[49]
- Fratelli Palombi editori Roberto Luciani, Santa Maria dei Miracoli e Santa Maria di Montesanto, Roma, 1990, ISBN 88-7621-314-7.[50]
- Roberto Luciani e F, Aloisi, Grottaferrata, memorie, presenze, percorsi, Roma, Edizioni d’Europa, edizione Comune di Grottaferrata, 1992.
- Roberto Luciani e Leandro Sperduti, Foro Romano, Roma, Alma Venus editrice, 1992, ISBN 88-402-0778-3.[51]
- Roberto Luciani, El Coliseo, Madrid, Anaya editores, Grandes Obras, 1993, ISBN 8420752754.
- Roberto Luciani e Claudio Strinati, Il Palazzo delle Generali a Piazza Venezia, Alma Venus editrice, 1993.[52]
- Roberto Luciani e leandro Sperduti, Domus Aurea Neronis Roma, Roma, Istituto Poligrafico e Zecca dello Stato-Libreria dello Stato-Ministero per i beni culturali e ambientali, 1993, ISBN 88-240-0426-1.
- Roberto Luciani, Il Colosseo, edizione in lingua italiana, Novara-Milano, De Agostini, Fenice 2000, 1993, ISBN 88-415-0409-9.
- Roberto Luciani, San Crisogono,, Roma, De Agostini, Fenice 2000, 1996, ISBN 88-7621-144-6.
- R. Luciani, Monterotondo, luce sull’antica Eretum, Fratelli Palombi editori, Roma 1996. ISBN 88-7621-471-2
- R. Luciani (a cura di), Santa Maria Maggiore e Roma, prefazione Ugo Poletti, Patriarcale Basilica di Santa Maria Maggiore, Palombi editori, Roma 1996. ISBN 88-7621-478-X
- R. Luciani, O. Zander, P. Zander, Giuseppe Zander architetto, presentazione di Gaetano Miarelli Mariani, Fratelli Palombi editori, Roma 1997. ISBN 88-7621-470-4
- R. Luciani (a cura di), Restauro Architettura Centri storici, Convegno Nazionale, Camera di Commercio di Sassari 26, 27, 28 Maggio 1994, Ordine degli Architetti della Provincia di Sassari, Sassari. 1998
- R. Luciani, Roma e città del Vaticano, guide d’Italia De Agostini, Novara 1999, ISBN 88-415-6555-1
- R. Luciani, C. Termini, Basilica di San Sebastiano fuori le mura, Pedanesi editore, Roma 2000.
- R. Luciani, A. Premoli, Cinque strade per cinquecento secoli di storia, Provincia di Sassari-Assessorato al turismo e alle attività produttive, Monastir (Cagliari), 2000.
- R. Luciani, C. Termini, Basilica di San Sebastiano fuori le mura, Pedanesi editore, Roma 2000
- R. Luciani, Il fiume, i ponti, i tetti di Roma di Pino Romanò, catalogo della mostra, Chiesa di Santa Silvia, Oratori della chiesa di San Gregorio al Celio, settembre-ottobre 2001, Pedanesi editore, Roma 2001
- R. Luciani, L. Lombardi, Aquae, il sistema delle acque a Roma, in “Roma Archeologica”, n. 2, 2002, numero monografico, De Rosa editore
- R. Luciani, Dario Carnicelli restauratore, presentazioni di Marilena Dander e Renzo Mancini, Edizioni Kappa, Roma 2002. ISBN 88-7890-441-4
- R. Luciani (a cura di), Palazzo Caffarelli Vidoni, Presentazione Franco Frattini, Introduzione Claudio Strinati, Presidenza del Consiglio dei Ministri – Dipartimento della Funzione Pubblica - Dipartimento per l’informazione e l’editoria, Roma 2002, Edizione fuori commercio per la Presidenza del Consiglio dei Ministri.
- R. Luciani, A. M. Campofredano, F. Astolfi, Santa Marta al Collegio Romano, Ministero per i beni e le attività culturali-Prospettive edizioni-Ordine Architetti Roma, Roma 2003.
- R. Luciani, Angeli. Lo sguardo di Dio di Mariuccia d’Angiò, catalogo della mostra personale, Chiesa di Santa Silvia, Oratori della chiesa di San Gregorio al Celio, 18-26 Ottobre 2003, Caramanica editore, Minturno (LT) 2003
- R. Luciani, R. Diex, Istituzioni pubbliche nel territorio del Comune di Roma, terza rilevazione delle sedi, Ministero delle Infrastrutture e dei Trasporti-Direzione Generale per l’edilizia statale e per gli interventi speciali, Roma 2004, edizione fuori commercio per il Ministero delle Infrastrutture e dei Trasporti
- R. Luciani, San Giovanni in Laterano, presentazione Nicola Ciola, Prospettive edizioni-Ordine Architetti Roma, Roma 2004. ISBN 88-89400-08-0
- R. Luciani (a cura di), Il Restauro dei Beni Culturali nel Lazio, presentazione Antonio Di Pietro, Ministero delle Infrastrutture e dei Trasporti-Direzione Generale per l’edilizia statale e per gli interventi speciali, Roma 2007, edizione fuori commercio per il Ministero delle Infrastrutture e dei Trasporti.
- R. Luciani, P. Silvan, Beni Culturali della Chiesa, atti del Convegno nazionale di Studi, Archivio di Stato di Roma, Biblioteca Alessandrina, 31 maggio - 1º giugno 2005, Pontificia Università Lateranense, Prospettive edizioni, Roma 2008. ISBN 978-88-6389-021-1
- R. Luciani, G. Del Debbio, M. L. Neri, Il Palazzo della Farnesina al Foro Italico, Prefazione Franco Frattini, edizione speciale per il Ministero degli Affari Esteri, Palombi & Partner, Roma 2008.
- R. Luciani, Il Complesso Lateranense. Basilica Palazzo Apostolico Scala Santa, prefazione Nicola Ciola, Prospettive edizioni-Ordine Architetti Roma, Roma 2009. ISBN 978-88-89400-41-8
- R. Luciani, F. Gentili, Imperator volti del potere, International Eiles, Roma 2011. ISBN 978-88-7130-0757
- R. Luciani, Il Restauro metodi e strumenti di una “eccellenza” italiana tra arte, scienza e tecnologia. Restoration methods and instruments of Italian “excellence” in arts, sciences and technology, Ministero degli Affari Esteri, Palombi editori, Roma 2011. ISBN 978-88-6060-347-0
- R. Luciani, The Lateran Complex, Prospettive edizioni-Ordine Architetti Roma, 2011. ISBN 978-88-89400-60-9
- R. Luciani (a cura di), Il Palazzo della Farnesina e le sue collezioni, catalogo di mostra, Roma, Museo dell’Ara Pacis, 20 maggio – 3 luglio 2011, Ministero degli Affari Esteri - Direzione Generale per la Promozione del Sistema Paese, Palombi editori, Roma 2011. ISBN 978-88-6060-357-9
- R. Luciani, Santa Caterina dei Funari, edizione speciale per il Conservatorio di Santa Caterina della Rosa, Palombi & Partner, Roma 2011.
- R. Luciani, Agostino De Romanis. All’origine delle cose, catalogo della mostra, Roma Capitale- Assessorato alle Periferie-Assessorato alle Politiche Culturali e Centro Storico-Assessorato alla Famiglia, Elsa Morante centro culturale, 11-28 Ottobre 2012, Roma 2012.
- R. Luciani, Il complesso monumentale di San Michele a Ripa Grande, Prospettive edizioni-Ordine Architetti Roma-Ministero dei beni e delle attività culturali, Roma 2014. ISBN 978-88-89400-95-1
- R. Luciani, La fabbrica del San Michele, Prospettive edizioni-Ordine Architetti Roma-Ministero dei beni e delle attività culturali, Roma 2014. ISBN 978-88-98563-17-3
- R. Luciani, La Chiesa di San Policarpo e il parco degli acquedotti, Timia edizioni, Roma 2015. ISBN 978-88-941117-0-5
- R. Luciani, Subconscio. conversando con Herman Normoid, introduzione Philippe Daverio, Unione europea esperti d’arte, Siracusa 2015. ISBN 978-88-940188-9-9
- R. Luciani, De Romanis a Santa Maria dell’Orto, catalogo di mostra, 20 Novembre- 4 Dicembre 2016, dei Merangoli editrice, Roma 2016. ISBN 978-88-98981-07-6
- R. Luciani, Campidoglio la storia. Campidoglio la visita, dei Merangoli editrice, Roma 2018. ISBN 978-88-98981-18-2
- R. Luciani, S. Segreto, Volgeranno lo sguardo. La Passione di Gesù: storia, Sindone, iconografia, Lateran University Press, Città del Vaticano, 2018. ISBN 978-88-465120-7-9
- R. Luciani, Agostino De Romanis. La “Gerusalemme Liberata” dipinta, Associazione Italiana di architettura e critica, Roma 2018. ISBN 978-88-98448-27-2
- R. Luciani, De Romanis per Anzio Imperiale, catalogo di mostra, Museo Civico Archeologico di Anzio, 14-27 aprile, Accademia Nazionale d’Arte Antica e Moderna, Roma 2019. ISBN 978-88-906466-7-6
- R. Luciani, Salvo Maria Fortuna Forme Colori Emozioni, catalogo della mostra, Città di Anzio-Museo Archeologico di Anzio, 18-30 maggio 2019, Roma 2019
- R. Luciani, De Romanis l’arte incontra i sogni, catalogo di mostra, Musei di San Salvatore in Lauro nel Complesso Monumentale del Pio Sodalizio dei Piceni, Roma dicembre 2020-marzo 2021, Il Cigno edizioni, Roma 2020. ISBN 9-788878-314559
- R. Luciani, Leonardo e l’eclettismo, catalogo della mostra, Medina Roma Art Gallery, 21-27 maggio 2021, Timia edizioni, Roma 2021. ISBN 978-88-99855-69-7
- R. Luciani (a cura di), Dante il visionario e il mito, Timia edizioni, Roma 2021, ISBN 9-788899-855949
- R. Luciani, M. Dal Bello, Caravaggio. Tormenti e passioni, Solfanelli edizioni, Chieti 2021, ISBN 9-788833-052038
- R. Luciani (a cura di), Pasolini, tra arte e poetiche, Timia edizioni, Roma, 2022, ISBN 9-788899-855963
- Roberto Luciani, Trittico di Bellezza. Romina Aymino, Salvo Maria Fortuna, Elisabetta Martinez, catalogo della mostra, Roma, Galleria Impact hub, 1-15 ottobre 2022, Timia edizioni, Roma 2022
- Roberto Luciani, Graziella Pulce (a cura di), Dante il visionario e il mito, catalogo della mostra, Fondazione Pastificio Cerere, Roma, 11-14 gennaio 2022, Timia edizioni, Roma 2022, ISBN 9788899855949
- Roberto Luciani, Graziella Pulce (a cura di), Italo Calvino l’alchimia dell’immaginario, catalogo della mostra, Orto Botanico, Roma, 6-14 giugno 2023, Timia edizioni, Roma 2023, ISBN 9791281108288
- Roberto Luciani, La Scalinata di Trinità dei Monti. Storia e Restauro – The Spanish Steps. History and Restoration,Timia edizioni, Roma 2023, ISBN 9791281108004
- Roberto Luciani, Maria Vittoria Longo, Anzio Imperiale. Reperti Archeologici “dispersi”, Riccardo edizioni, Reggio Emilia, 2024, ISBN 9791281628014
- Roberto Luciani, Stefano Ferrante, Daniela Vadalà, Il Complesso Monumentale del San Michele a Ripa Grande. Da fabbrica di Carità a officina di cultura, in “Archeologi& storia, antropologia, museologia, arte”, Edizioni Fondazione Dià Cultura, numero monografico, ottobre 2024, ISSN 3034-9028
- Roberto Luciani, Nicola Armignacca, Graziella Pulce, In viaggio con Marco Polo da Occidente a Oriente, catalogo della mostra, Centro Polifunzionale Statuario, Roma, 7-30 giugno 2024, Timia edizioni, Roma 2024, ISBN 9791281108325
- Roberto Luciani, Alberto Moioli, Andrea Salvati, I luoghi dello spirito. I volti dell’anima di Luigi Salvatori, catalogo della mostra, Camera dei Deputati, Roma, Complesso di Vicolo Valdina, 2-11 ottobre 2024, Editions of Italian Modern and Contemporary Art Archives, Roma 2024, ISBN 07888947049-3-8
- Roberto Luciani, Anna Maria Affanni. La ricerca dell’essenziale, Timia edizioni, Roma 2024, ISBN 979-12-81108-13-4